# Copa de las Naciones UCI sub-23 2014
La Copa de las Naciones UCI sub-23 2014 fue la octava edición del calendario ciclístico creado por la Unión Ciclista Internacional para corredores menores de 23 años.
Estuvo compuesto por siete carreras, una menos que en la  edición anterior, al cambiar de categoría la Coupe des Nations Ville Saguenay. Los puntos obtenidos en las mismas dieron como ganador a Bélgica quedando Francia y Rusia en segundo y tercer lugar respectivamente.

## Resultados
| Fecha     | País         | Carrera                                | Categoría | Vencedor           | Vencedor (Países) | Líder (Países) |
| --------- | ------------ | -------------------------------------- | --------- | ------------------ | ----------------- | -------------- |
| 12/4      | Bélgica      | Tour de Flandes sub-23                 | 1.Ncup    | Dylan Groenewegen  | Países Bajos      | Países Bajos   |
| 16/4      | Francia      | La Côte Picarde                        | 1.Ncup    | Jens Wallays       | Bélgica           | Bélgica        |
| 19/4      | Países Bajos | ZLM Tour                               | 1.Ncup    | Thomas Boudat      | Francia           | Francia        |
| 10/5      | México       | Campeonato Panamericano en Ruta sub-23 | CC        | Fernando Gaviria   | Colombia          | Francia        |
| 31/5      | Kazajistán   | Campeonato Asiático en Ruta sub-23     | CC        | Vadim Galeyev      | Kazajistán        | Francia        |
| 13/7      | Suiza        | Campeonato Europeo en Ruta sub-23      | CC        | Stefan Küng        | Bélgica           | Francia        |
| 23/8-30/8 | Francia      | Tour del Porvenir                      | 2.Ncup    | Miguel Ángel López | Colombia          | Bélgica        |

## Clasificación
| Pos. | País         | Puntos |
| ---- | ------------ | ------ |
| 1º   | Bélgica      | 60     |
| 2º   | Francia      | 58     |
| 3º   | Rusia        | 47     |
| 4º   | Colombia     | 43     |
| 5º   | Noruega      | 41     |
| 6º   | Suiza        | 39     |
| 7º   | Países Bajos | 38     |
| 8º   | Dinamarca    | 37     |
| 9º   | Australia    | 35     |
| 10º  | Reino Unido  | 27     |